# Louisville-i nemzetközi repülőtér
A Louisville-i nemzetközi repülőtér (IATA: SDF, ICAO: KSDF) az Amerikai Egyesült Államok egyik nemzetközi repülőtere, amely Louisville közelében található. Éves utasforgalma 3 346 545 fő (2016).
Teherforgalma alapján 2023-ban a világ 6. legnagyobb teherforgalmú repülőtere volt.

## Futópályák
A repülőtér futópályái:
- 11/29 (7250 ft, 150 ft, beton)
- 17L/35R (8578 ft, 150 ft, beton)
- 17R/35L (11 887 ft, 150 ft, beton)

## Forgalom
Az utasforgalom az elmúlt években az alábbi módon változott:
| Utasok száma | 3 668 852 | 3 954 243 | 3 327 934 | 3 730 678 | 3 819 154 | 3 349 162 | 3 365 115 | 3 355 811 | 3 369 476 | 4 087 050 |
|              | 1998      | 2000      | 2003      | 2005      | 2007      | 2010      | 2012      | 2014      | 2017      | 2019      |

## Légitársaságok és úticélok
2025-ben a Louisville-i nemzetközi repülőtérről az alábbi járatok indulnak (Utoljára frissítve: 2025-03-3):

### Személy
| Légitársaság         | Célállomások | Források |
| -------------------- | --- | -------- |
| Allegiant Air        | Fort Lauderdale, Orlando/Sanford, Punta Gorda (FL), St. Petersburg/Clearwater Szezonális: Charleston (SC), Destin/Fort Walton Beach, Myrtle Beach, Sarasota, Savannah                                                                         | [ 2 ]    |
| American Airlines    | Charlotte, Dallas/Fort Worth, Miami | [ 3 ]    |
| American Eagle       | Boston, Charlotte, Chicago–O'Hare, Dallas/Fort Worth, New York–LaGuardia, Philadelphia, Washington–National | [ 3 ]    |
| Breeze Airways       | Charleston (SC), New Orleans, Raleigh/Durham, San Francisco Szezonális: Fort Myers | [ 5 ]    |
| Delta Air Lines      | Atlanta | [ 6 ]    |
| Delta Connection     | Boston, Detroit, Minneapolis/St. Paul, New York–LaGuardia | [ 6 ]    |
| Southwest Airlines   | Atlanta (vége 2025. április 7-től),[forrás?] Baltimore, Chicago–Midway, Dallas–Love, Denver, Houston–Hobby, Las Vegas, Nashville (kezdődik 2025. augusztus 5-től), Orlando, Phoenix–Sky Harbor, Tampa Szezonális: Fort Lauderdale, Fort Myers | [ 9 ]    |
| Spirit Airlines      | Fort Lauderdale, Orlando, Myrtle Beach (kezdődik 2025. március 19-től), Tampa (kezdődik 2025. március 19-től), Los Angeles (újrakezdődik May 1)                                                                                               | [ 10 ]   |
| Sun Country Airlines | Szezonális: Minneapolis/St. Paul | [ 11 ]   |
| United Airlines      | Denver, Houston–Intercontinental | [ 12 ]   |
| United Express       | Chicago–O'Hare, Denver, Houston–Intercontinental, Newark, Washington Dulles nemzetközi repülőtér | [ 12 ]   |

### Cargo[13]
| Légitársaság       | Célállomások |
| ------------------ | --- |
| Air Cargo Carriers | Charleston (WV), Decatur, Madison, Traverse City (MI), Varsó (IN) |
| Ameriflight        | Huntsville, Knoxville, Moline/Quad Cities, Smyrna (TN), South Bend |
| FedEx Express      | Cincinnati, Greensboro (NC), Indianapolis, Memphis, Roanoke |
| SkyLink Express    | Hamilton (ON) |
| UPS Airlines       | Albany (GA), Albany (NY), Albuquerque, Anchorage, Atlanta, Austin, Baltimore, Billings, Birmingham (AL), Bogotá, Boise, Boston, Buffalo, Burbank, Campinas, Casablanca, Cedar Rapids/Iowa City, Charlotte, Chicago–O'Hare, Cleveland, Köln/Bonn, Columbia (SC), Columbus–Rickenbacker, Dallas/Fort Worth, Denver, Des Moines, Detroit, Dubai–International, Dublin, East Midlands, Fargo, Fort Lauderdale, Fort Myers, Fort Wayne, Gary/Chicago, Greensboro (NC), Greenville/Spartanburg, Hamilton (ON), Harrisburg, Hartford, Hong Kong, Honolulu, George Bush interkontinentális repülőtér, Jackson (MS), Jacksonville (FL), Kansas City, Knoxville, Lafayette, Lansing, Las Vegas, Little Rock, Long Beach, Los Angeles, Manchester (NH), McAllen, Memphis, Mexico City-AIFA, Miami, Milwaukee, Minneapolis/St. Paul, Montréal–Mirabel, Newark, Newburgh, New Orleans, New York–JFK, Oakland, Oklahoma City, Omaha, Ontario, Orange County (CA), Orlando, Peoria, Philadelphia, Phoenix–Sky Harbor, Pittsburgh, Portland (OR), Providence, Raleigh/Durham, Richmond, Sacramento–Mather, St. Louis, Salt Lake City, San Antonio, San Bernardino, San Diego, San Francisco, San Jose (CA), San Juan, Seattle–Boeing, Seoul–Incheon, Shanghai–Pudong, Sioux Falls, Spokane, Springfield/Branson, Syracuse, Tampa, Tokyo–Narita, Toronto–Pearson, Tulsa, Vancouver, Washington–Dulles, Winnipeg, West Palm Beach |